# Émancipation des mineurs en France
Pour les articles homonymes, voir Émancipation.
L’émancipation est l'acte par lequel le mineur est affranchi de l'autorité parentale, et devient juridiquement capable, comme un majeur, pour tous les actes de la vie civile requérant la majorité légale.
L'émancipation peut résulter d'une décision judiciaire ou être la conséquence du mariage du mineur concerné.

## Émancipation par décision judiciaire
L'émancipation ne peut être possible qu'au profit des mineurs qui ont atteint l'âge de 16 ans passés (c'est-à-dire 16 ans et 1 jour). Un ou les deux parents du mineur, peuvent demander à saisir le juge aux affaires familiales. Si seul un des deux parents en fait la demande, le juge des tutelles doit entendre l'autre parent avant de prendre sa décision. Le mineur resté sans père ni mère peut aussi être émancipé à la demande du conseil de famille.
La procédure d'émancipation peut durer plusieurs mois. Elle ne peut être prononcée que par le juge aux affaires familiales, après entretien avec la famille, l'enfant, les proches. Elle sera faite en fonction de l'intérêt de l'enfant. Le juge peut interroger l'enfant, mais ce n'est pas obligatoire. Les demandes d'émancipation sont en effet très nombreuses, particulièrement en France[réf. nécessaire].
Il est possible de ramener la tutelle des parents sur le mineur, toujours grâce au juge aux affaires familiales, sur la demande de l'enfant cette fois-ci.

## Émancipation résultant du mariage
Le mineur qui se marie est émancipé de plein droit. L'émancipation est définitive et survit à la dissolution du mariage lorsque celle-ci se produit avant que l'époux ait atteint l'âge de la majorité.
En France, cette disposition n'a plus vraiment d'importance après 2006 puisque la nubilité (âge légal pour se marier) a rejoint la majorité civile. Néanmoins, le Procureur de la République peut, pour cause exceptionnelle, autoriser un mineur à se marier.
Toutefois, l'effet de mariages étrangers avant 18 ans pourrait avoir un effet. Ainsi, en Écosse, il est possible de se marier sans consentement parental dès 16 ans. Un tel mariage serait reconnu en France et entraînerait une émancipation automatique. Une telle hypothèse, peu probable, demeure toutefois une voie potentielle d'émancipation à ne pas négliger.

## Effets de l'émancipation
Tout d'abord, elle met fin à l'autorité parentale et à l'incapacité du mineur, donc à l'administration légale et à la tutelle. Cependant, dans certains domaines, l'émancipation ne produit aucun effet :
- un mineur émancipé doit obtenir le consentement de ses parents pour se marier, faire un contrat de mariage, ou être adopté[4] ;
- un mineur émancipé peut devenir commerçant, s'il obtient une autorisation du juge en ce sens[5] ;
- un mineur émancipé ne peut conclure de PACS, ce pacte nécessitant la majorité, soit 18 ans[6] ;
- un mineur émancipé ne peut pas passer son permis de conduire avant 17 ans[7].

L'émancipation ne confère toutefois pas au mineur le droit de vote, ni d'entrer dans des casinos ou d'acheter de l'alcool.

## Revendications
Les associations promouvant les droits des adolescents jugent très archaïque la procédure française d'émancipation, où elle résulte d'une demande des seuls parents. Elles demandent que les jeunes Français puissent demander eux-mêmes leur émancipation, comme cela se fait par exemple au Québec. Un autre modèle apprécié est celui de l'Allemagne, où la procédure d'émancipation a disparu, elle est devenue inutile puisque la pré-majorité est automatique pour tous les jeunes.